# Kalipang (Grogol)
Kalipang is een bestuurslaag in het regentschap Kediri van de provincie Oost-Java, Indonesië. Kalipang telt 4552 inwoners (volkstelling 2010).